# Grand Prix Monako Formuły 3
Grand Prix Monako Formuły 3 – wyścig towarzyszący Grand Prix Monako Formuły 1, odbywający się w latach 1950–2005.

## Zwycięzcy
| Rok  | Zwycięzca             | Zespół                          | Samochód                |
| ---- | --------------------- | ------------------------------- | ----------------------- |
| 1950 | Stirling Moss         | Stirling Moss                   | Cooper T11-JAP          |
| 1959 | Michel May            | Michel May                      | Stanguellini-Fiat       |
| 1960 | Henry Taylor          | Ken Tyrrell                     | Cooper T52-BMC          |
| 1961 | Peter Arundell        | Team Lotus                      | Lotus 20-Ford           |
| 1962 | Peter Arundell        | Team Lotus                      | Lotus 22-Ford           |
| 1963 | Richard Attwood       | Midland Racing Partnership      | Lola Mk5A-Ford          |
| 1964 | Jackie Stewart        | Tyrrell Racing Organisation     | Cooper T72-BMC          |
| 1965 | Peter Revson          | Ron Harris Team Lotus           | Lotus 35-Ford           |
| 1966 | Jean-Pierre Beltoise  | Matra Sports                    | Matra MS5-Ford          |
| 1967 | Henri Pescarolo       | Matra Sports                    | Matra MS6-Ford          |
| 1968 | Jean-Pierre Jaussaud  | Écurie Arnold                   | Tecno 68-Ford           |
| 1969 | Ronnie Peterson       | Squadra Robardie                | Tecno 69-Ford           |
| 1970 | Tony Trimmer          | Race Cars International         | Brabham BT28-Ford       |
| 1971 | David Walker          | Gold Leaf Team Lotus            | Lotus 69-Ford           |
| 1972 | Patrick Depailler     | Societé des Automobiles Alpine  | Alpine A364-Renault     |
| 1973 | Jacques Laffite       | BP France                       | Martini MK12-Ford       |
| 1974 | Tom Pryce             | Ippokampos Racing               | March 743-Ford          |
| 1975 | Renzo Zorzi           | Scuderia Mirabella Mille Miglia | GRD 374-Lancia          |
| 1976 | Bruno Giacomelli      | March Racing                    | March 763-Toyota        |
| 1977 | Didier Pironi         | Écurie Elf                      | Martini MK21-Toyota     |
| 1978 | Elio de Angelis       | Racing Team Everest             | Chevron B38-Toyota      |
| 1979 | Alain Prost           | Écurie Elf                      | Martini MK27-Renault    |
| 1980 | Mauro Baldi           | Automobiles Martini             | Martini MK31-Toyota     |
| 1981 | Alain Ferté           | BP Racing                       | Martini MK34-Alfa Romeo |
| 1982 | Alain Ferté           | Total                           | Martini MK37-Alfa Romeo |
| 1983 | Michel Ferté          | Oreca                           | Martini MK39-Alfa Romeo |
| 1984 | Ivan Capelli          | Enzo Coloni Racing              | Martini MK42-Alfa Romeo |
| 1985 | Pierre-Henri Raphanel | Oreca                           | Martini MK45-Alfa Romeo |
| 1986 | Yannick Dalmas        | Oreca                           | Martini MK49-Volkswagen |
| 1987 | Didier Artzet         | Monaco Sponsoring               | Ralt RT31-Volkswagen    |
| 1988 | Enrico Bertaggia      | Forti Corse                     | Dallara F388-Alfa Romeo |
| 1989 | Antonio Tamburini     | Prema Racing                    | Reynard 893-Alfa Romeo  |
| 1990 | Laurent Aïello        | Oreca                           | Dallara F390-Volkswagen |
| 1991 | Jörg Müller           | Bongers Motorsport              | Reynard 913-Volkswagen  |
| 1992 | Marco Werner          | G+M Escom Motorsport            | Ralt RT36-Opel          |
| 1993 | Gianantonio Pacchioni | Tatuus                          | Dallara F393-Fiat       |
| 1994 | Giancarlo Fisichella  | RC Motorsport                   | Dallara F394-Opel       |
| 1995 | Gianantonio Pacchioni | Prema Powerteam                 | Dallara F395-Fiat       |
| 1996 | Marcel Tiemann        | Opel Team BSR                   | Dallara F396-Opel       |
| 1997 | Nick Heidfeld         | Opel Team BSR                   | Dallara F397-Opel       |
| 2005 | Lewis Hamilton        | ASM Formule 3                   | Dallara F305-Mercedes   |